# Clamator
A Clamator a madarak osztályának kakukkalakúak (Cuculiformes) rendjébe, valamint a kakukkfélék (Cuculidae) családjába és a valódi kakukkformák (Cuculinae) alcsaládjába tartozó nem.

## Rendszerezésük
A nemet Johann Jakob Kaup német természettudós írta le 1829-ben, az alábbi 4 faj tartozik ide:
- Koromandel-kakukk (Clamator coromandus)
- pettyes kakukk vagy szajkókakukk (Clamator glandarius)
- búr kakukk (Clamator levaillantii)
- szarkakakukk (Clamator jacobinus)

## Előfordulásuk
Európában, Ázsia déli részén és Afrika területén honosak. Természetes élőhelyei a mediterrán típusú cserjések, szubtrópusi vagy trópusi síkvidéki esőerdők, mangroveerdők, gyepek, szavannák és cserjések, valamint emberi környezet.

## Megjelenésük
Testhosszuk 34-46 centiméter körüli.

## Szaporodásuk
Fészekparaziták, tojásait általában varjúfélék fészkébe rakja. A gazdamadár fiókáit a kakukk tojó és a korábban kikelt fióka sem bántja.